# Луккари, Рауни Магга
Рауни Магга Луккари (фин. Rauni Magga Lukkari; 30 сентября 1943, Утсйоки, Финляндия) — норвежская саамская писательница, поэтесса и переводчик, пишушая на северносаамском языке.

## Биография
Родилась 30 сентября 1943 года в местечке Ветсико, близ Утсйоки, на территории Финляндии. Позднее переехала в норвежскую коммуну Тана, а в настоящее время проживает и работает в Тромсё, сотрудничая с издательством «Gollegiella».
Считается самой известной саамской поэтессой после Нильса-Аслака Валкеапяя. В 1987 году была номинирована на премию Северного совета в области саамской литературы, а в 1996 году удостоена первой премии в литературном конкурсе саамского издательства Davvi Girji за сборник «Árbeeadni».
Замужем, супруг — известный психолог Петтер Луккари. Воспитывают троих детей.